# Alejandro Toledo
Alejandro Celestino Toledo Manrique (ur. 28 marca 1946 w Cabanie) – prezydent Peru. Funkcję tę pełnił od 28 lipca 2001 do 28 lipca 2006. 
Na urząd prezydenta został wybrany w 2001, pokonując w wyborach Alana García Péreza. Wcześniej, w czasie rządów prezydenta Alberto Fujimoriego (1990–2000) stał na czele opozycji. Po upływie kadencji prezydenckiej, Alejandro Toledo wyjechał z Peru do Stanów Zjednoczonych, gdzie w latach 2006–2008 wykładał na Uniwersytecie Stanforda.
10 kwietnia 2011 wziął po raz drugi udział w wyborach prezydenckich, w których zajął czwarte miejsce (15,6% głosów), przegrywając z Ollantą Humalą (31,7%), Keiko Fujimori (23,6%) oraz Pedrem Pablem Kuczynskim (18,5%).
5 kwietnia 2002 został odznaczony Krzyżem Wielkim Orderu Zasługi Rzeczypospolitej Polskiej.
22 października 2024 roku Trybunał Karny Peru skazał Toledo na 20 lat i sześć miesięcy więzienia za przyjęcie milionowej łapówki od brazylijskiej firmy budowlanej i pranie brudnych pieniędzy.